# Il Barone Rosso (film 2008)
Il Barone Rosso (Der rote Baron/The Red Baron) è un film tedesco-britannico del 2008 diretto e scritto da Nikolai Müllerschön.
Si tratta di un film incentrato sulla vita dell'aviatore tedesco della prima guerra mondiale Manfred von Richthofen, soprannominato appunto "il Barone Rosso".

## Trama
Nell'estate del 1916, quattro piloti tedeschi a bordo di caccia biplani Albatros volano sul territorio nemico per lasciare una corona commemorativa di un pilota britannico caduto in battaglia. I quattro piloti sono Manfred von Richtofen, Werner Voss, Friedrich Sternberg, e Lehman. Sulla via del ritorno vengono intercettati dai caccia inglesi, Richtofen viene colpito alla carlinga e si vendica abbattendo l'RE-8 colpevole. Bodenschatz, il responsabile del gruppo aereo tedesco, rimprovera i piloti per il rischio corso nel commemorare un nemico. Salvato il pilota superstite dell'aereo abbattuto, Richtofen conosce un'infermiera.
Qualche giorno dopo, un pilota tedesco viene abbattuto dall'asso britannico Lanoe Hawker, con nove vittorie all'attivo. Richtofen vendicherà il compagno caduto abbattendo Hawker contro gli ordini del comando tedesco, il quale aveva reputato il pilota britannico troppo pericoloso per essere attaccato. Richtofen sta riportanto diverse vittorie che lo portano sulla strada del suo maestro Osvald Bölke, morto prima degli eventi narrati. Ad Arras, il pilota tedesco trova nuovamente l'infermiera conosciuta nel salvataggio del pilota britannico. Qualche giorno dopo Richtofen arriva a Lille, dove viene insignito della medaglia "Pour le Mérite" per via del suo valore in battaglia.
Diversi piloti si uniscono alla squadriglia di Richtofen in Belgio per poi partire in combattimento, durante il quale Lehman viene ucciso. All'ospedale, Richtofen vede la salma e ritrova ancora l'infermiera: si chiama Käte Otersdorf, madre belga e padre tedesco, e gli ridà la sciarpa con la quale il ragazzo aveva fermato l'emorragia del pilota dell'RE-8 abbattuto quando si sono incontrati. Al campo di volo, Richtofen si scontra con vari tecnici per dipingere gli aerei di vari colori: l'obbiettivo è terrorizzare il nemico con la pittura sui velivoli. Qui conosce un nuovo pilota: Kurt Wolff, il quale non si separa mai dal suo berretto da notte, suo porta fortuna. Il crescente numero di vittorie di Richtofen inizia a dargli fama, e alla presenza del comandante von Hoeppner pure suo fratello Lothar si unisce alla squadriglia. La discussione tra Manfred e Hoeppner si conclude sul soprannome affibbiato al ragazzo: Barone Rosso, a causa della pittura sul suo velivolo.

## Distribuzione
In Italia è distribuito dalla Movie On Pictures & Entertainment di Enrico Pinocci ed è andato in onda su Rai Movie il 2 novembre 2011.

### Aerei
- Albatros D.III
- Fokker Dr.I
- Jagdstaffel 11
- Luftstreitkräfte

### Film sullo stesso tema
- La caduta delle aquile
- Il Barone Rosso (film 1971)
- Giovani aquile